# Croix-autel de Juvisy-sur-Orge
La croix-autel est un monument de Juvisy-sur-Orge, en France.

## Localisation
La croix est située de nos jours Grande-Rue, au numéro 7.

## Historique
La croix est édifiée au XVIIIe sur la place du village par Jacques V Gabriel et Jacques de La Guépière, puis déplacée enn 1824.
La croix est inscrite comme monument historique depuis le 13 avril 1933.
La croix est volée en 1936 et retrouvée dans l'Orge quelques mois plus tard.